# Cercopithecus erythrotis
El cercopiteco de orejas rojas (Cercopithecus erythrotis) es una especie de primate catarrino perteneciente a la familia Cercopithecidae. Se le encuentra en Camerún, Guinea Ecuatorial y Nigeria. Su hábitat es el bosque húmedo tropical o subtropical y se encuentra amenazado por la pérdida de su hábitat.